# Calanthe mindorensis
Calanthe mindorensis är en orkidéart som beskrevs av Oakes Ames. Calanthe mindorensis ingår i släktet Calanthe och familjen orkidéer. Inga underarter finns listade i Catalogue of Life.